# دايجو جي

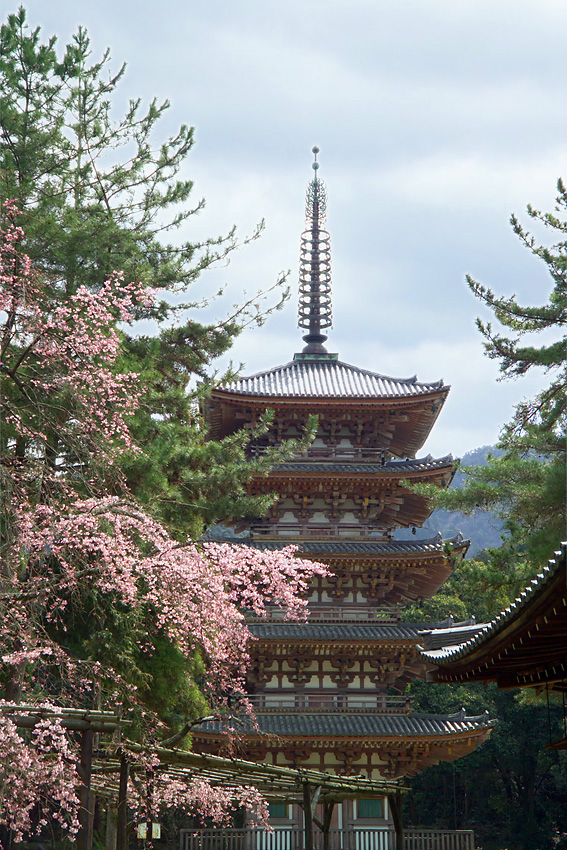

هو معبد ياباني تحيط به حديقة وتعد من كنوز اليابان الوطنية
دايجو جي حرفيا «السمن»، ويستخدم مجازا تعني«كريم دو لا كريم»، وهو كناية الجزء الأعمق من الأفكار البوذية.
يقع في فوشيمي-كو، كيوتو، اليابان.

## التاريخ
أسست دايجو جي في أوائل فترة هييآن في 874.

## الكنوز الوطنية
كجزء من «آثار تاريخي كيوتو القديمة»، تم تعيينه على أنها موقع تراث عالمي.
وهو اقدم مبنى في كيوتو كان واحدا مع القليل من المباني الباقية التي نجت من التدمير في حرب أونين في القرن الخامس عشر.
ويتكون المعبد من خمسة طوابق

## الحديقة
بعدأكثر من سبعة قرون من تأسيسها، تويوتومي هيدوشي عقد الحدث الشهير بمشاهدة أشجار الكرز هانامي في 1598
لمشاهدة ألوان أوراق الأشجار وجذب السياح والسكان المحليين في موسم الخريف. ويقع بقرب من دايجو جو ضريح الإمبراطور سوزاكو، والمعروفة باسم misasagi .